# Owston-Inseln
Die Owston-Inseln sind eine Gruppe kleiner Inseln vor der Loubet-Küste des Grahamlands auf der Antarktischen Halbinsel. Im Crystal Sound liegen sie 1,5 km westlich der Darbel-Inseln vor der Einfahrt zur Darbel Bay.
Vermessungen des Falkland Islands Dependencies Survey zwischen 1958 und 1959 dienten ihrer Kartierung. Das UK Antarctic Place-Names Committee benannte sie 1959 nach dem britischen Kristallographen Philip George Owston (1921–2001), der die Röntgenbeugung zur Analyse von Strukturen und Molekülbewegungen im Eis erstmals angewendet hatte. In Chile wird diese Inselgruppe gemeinsam mit den Darbel-Inseln als Islas Quirihue zusammengefasst, deren Namensgeberin die chilenische Stadt Quirihue ist.